# La Vernaz
 La Vernaz es un pueblo común de Francia, en la región de Ródano-Alpes, departamento de Alta Saboya, en el distrito de Thonon-les-Bains y cantón de Le Biot.
Es una zona rural de Francia.
Su población en el censo de 1999 era de 217 habitantes.
Está integrada en la Communauté de communes de la Vallée d'Aulps.

## Demografía
| 126 | 168 | 173 | 160 | 158 | 217 |
| Para los censos de 1962 a 1999 la población legal corresponde a la población sin duplicidades (Fuente: INSEE [Consultar]) |     |     |     |     |     |